# Baroma reticulata
Baroma reticulata är en insektsart som beskrevs av Paul W. Oman 1938. Baroma reticulata ingår i släktet Baroma och familjen dvärgstritar. Inga underarter finns listade i Catalogue of Life.